# Krzysztof Sylwanowicz

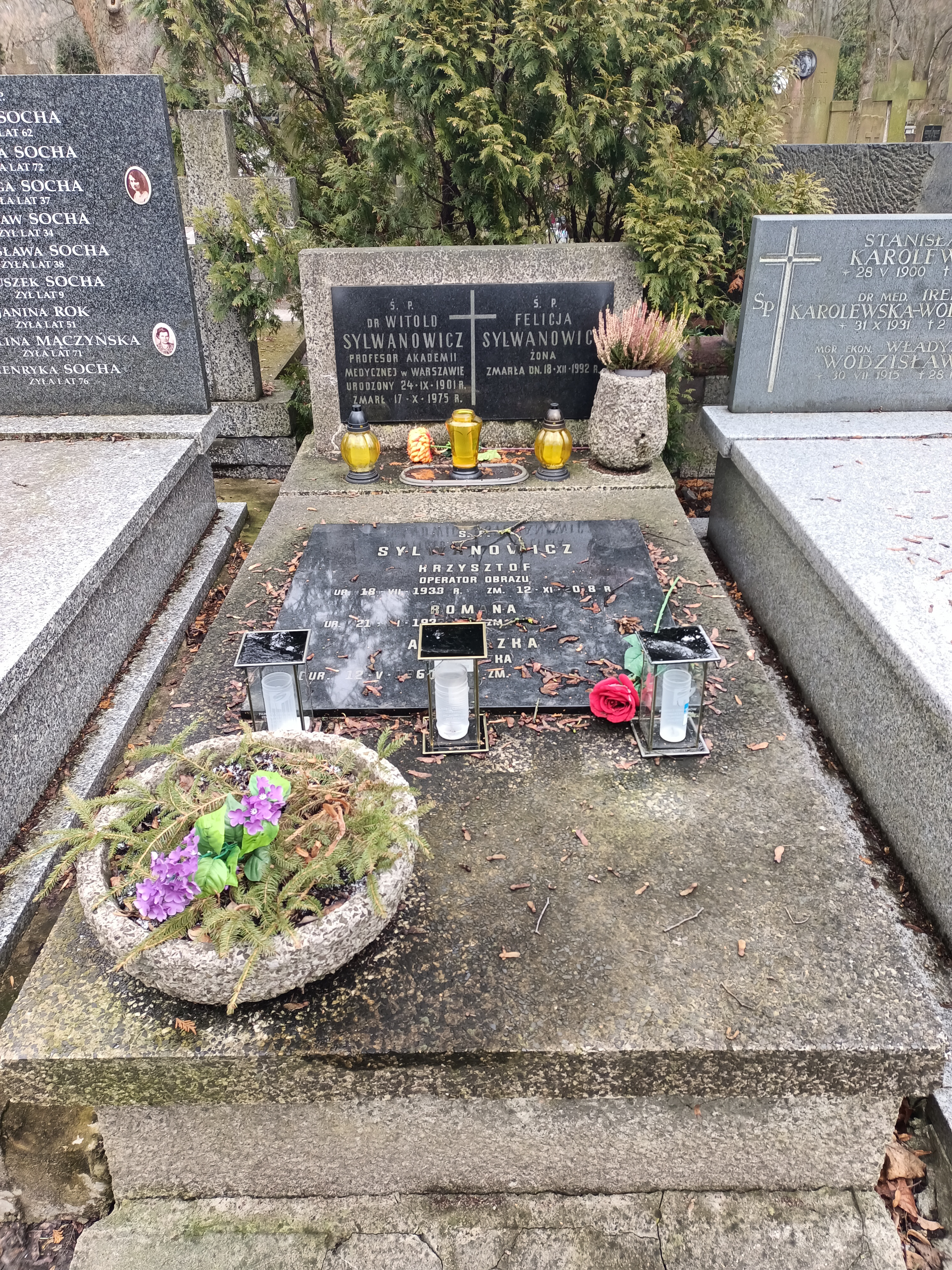
Grób Krzysztofa Sylwanowicza na cmentarzu Powązkowskim w Warszawie

Krzysztof Sylwanowicz (ur. 8 sierpnia 1933 w Wilnie, zm. 12 listopada 2018 w Warszawie) – polski operator filmowy filmów dokumentalnych.
Zawodowo związany był z Wytwórnia Filmową „Czołówka”. W latach 1964–2002 był autorem zdjęć do ponad trzydziestu filmów dokumentalnych, głównie o tematyce wojskowej. Ponadto wykonał zdjęcia specjalne (lotnicze) na potrzeby filmu Pobojowisko z 1984 roku (reż. Jan Budkiewicz). Był wieloletnim członkiem Stowarzyszenia Filmowców Polskich.
Po śmierci został pochowany na cmentarzu Powązkowskim w Warszawie.